# Vorwandinstallation

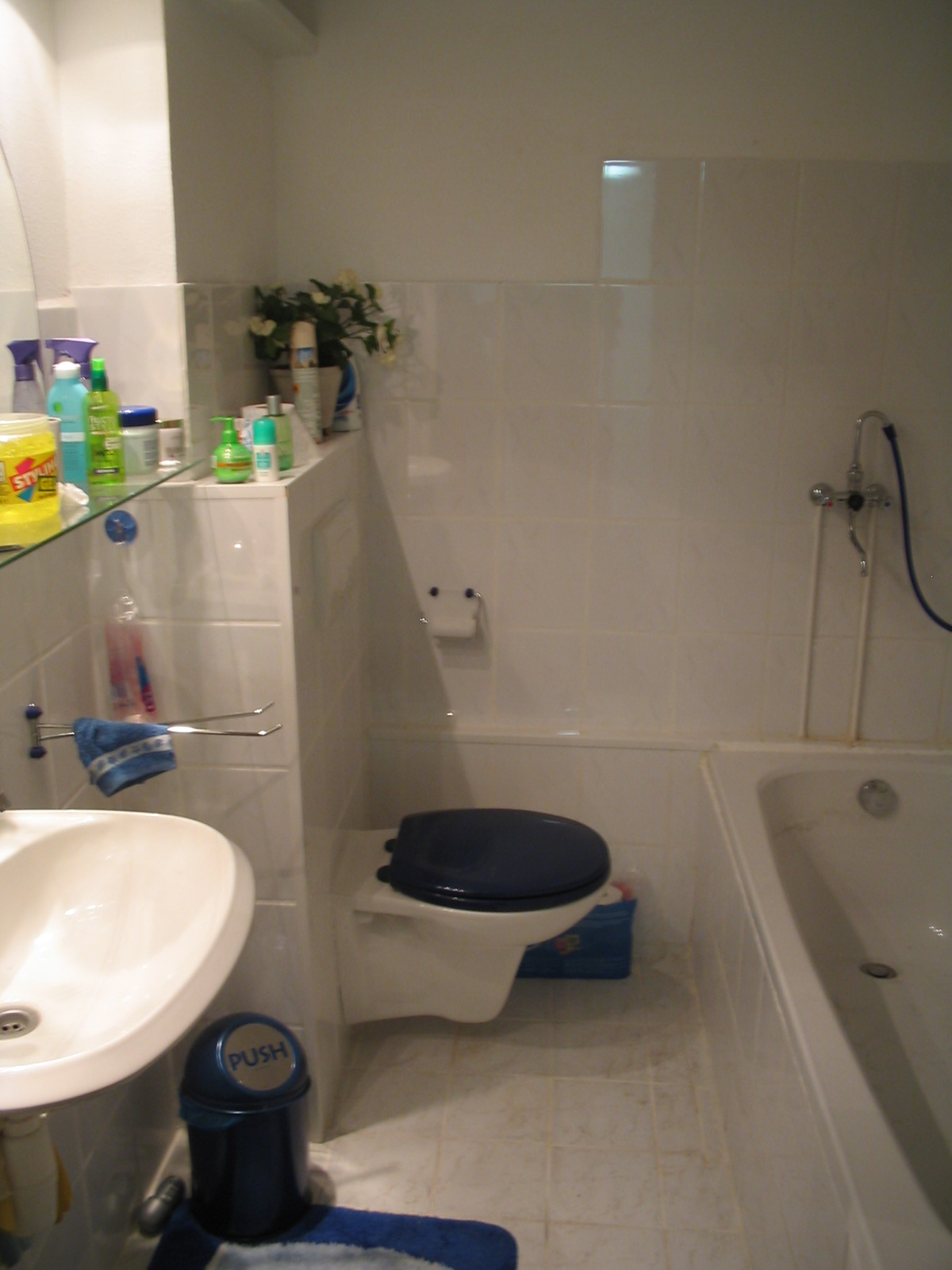
WC montiert an halbhoher Vorwand

Die Vorwandinstallation ist eine heute gängige Ausbauform für Badezimmer und Toiletten, seltener für Küchen. Die Wasserzuleitungen und Abwasserrohre werden dabei auf der Wand montiert und anschließend im Trockenbau meist mit Gipskarton verkleidet. Für Waschbecken und WC gibt es dabei spezielle Montageelemente, die an Boden und Wand befestigt werden. Beim WC enthält dieses den Spülkasten.
Neben dem Nachteil, dass sich der Raum dadurch etwas verkleinert, hat diese Bauweise gegenüber der Rohrverlegung unter Putz (Inwandinstallation) viele Vorteile.
- Die Wände müssen nicht geschlitzt werden, was bei dünnen Wänden, tragenden Wänden oder bestimmten Konstruktionen (z. B. Fachwerk) aus statischen Gründen oft nicht möglich ist.
- Die Montage geht schneller.
- Die Rohre sind akustisch von der Wand entkoppelt.
- Durch die Hebelwirkung der Montageelemente treten in der Wand geringere Lasten auf, als bei der WC- und Waschbeckenmontage mittels Stockschrauben. Dieser kommt insbesondere bei Altbauten mit brüchigem Wandmaterial zum Tragen.
- Der Spülkasten ist versteckt. Wird die Vorwand halbhoch ausgeführt, ergibt sich hinter WC, Badewanne oder Waschbecken eine Ablage.
- Bei Altbauten mit unebenen oder insgesamt schiefen Wänden werden die Unregelmäßigkeiten ausgeglichen, was die Montage der Sanitärelemente und die Anbringung von Wandfliesen erleichtert.